# Alejandro Beraldi
Alejandro Beraldi (* in Buenos Aires) ist ein argentinischer Violinist, Dirigent und Musikpädagoge.
Beraldi studierte Violine bei Ljerko Spiller am Colegium Musicum de Buenos Aires. Er setzte seine Ausbildung bei Rafael Wainhaus, José Bondar und Pablo Saraví sowie am Conservatorio Nacional de Música "Carlos López Buchardo" bei Szymsia Bajour fort und studierte Kammermusik bei Mónica Cosachov. Er vervollkommnete seine Ausbildung u. a. bei Alberto Lysy (1981–1987), María Vischnia (1984–1985), Max Rostal (1985) und León Spierer (1989).
1984 nahm Beraldi auf Einladung der peruanischen Regierung am Encuentro Latinoamericano de Juventudes Musicales in Trujillo teil, im Folgejahr wurde er Mitglied des Orquesta Latinoamericana de Juventudes Musicales in Uruguay unter Leitung von Isaac Karavschevsky. Er spielte dann u. a. im  Orquesta Sinfónica Nacional, dem Orquesta Filarmónica de Buenos Aires und schließlich im Orchester des Teatro Colón.
1993 wurde Beraldi von der Fundación Antorchas für das Projekt Presencias zur Veranstaltung von Konzerten an Bildungseinrichtungen in Buenos Aires verpflichtet. 1996 organisierte und leitete er auf Einladung der Escuela Superior de Música von Concepción die Primera Semana Internacional de Música de Concepción del Uruguay . Seit 1997 leitet er das Orquesta de Cámara Juvenil de Buenos Aires, mit dem er u. a. an den internationalen Jugendorchesterwettbewerben im Teatro Alvear und Teatro Colón teilnahm. 2003 trat er mit dem Orchester im großen Saal des Teatro Colón in der Konzertreihe El Colón por dos pesos auf. 2003 veranstaltete er in Zusammenarbeit mit dem Städtischen Konservatorium von Buenos Aires den ersten Wettbewerb der Reihe Generación XXI.
Daneben unterrichtete Beraldi am Städtischen Konservatorium und am Konservatorium "Manuel de Falla" in Buenos Aires und am Provinzialkonservatorium von Morón, trat als Violinsolist in Argentinien, Brasilien und Uruguay auf und veröffentlichte 1998 den ersten Band der Violinschule Iniciación al violín.